# 221년

## 연호
- 위(魏) 황초(黃初) 2년
- 촉(蜀) 장무(章武) 원년

## 기년
- 위(魏) 문제(文帝) 2년
- 촉(蜀) 소열제(昭烈帝) 원년
- 신라(新羅) 내해 이사금(奈解泥師今) 26년
- 고구려(高句麗) 산상왕(山上王) 25년
- 백제(百濟) 구수왕(仇首王) 8년

## 사건
- 후한이 멸망하였다.

## 사망
- 8월 4일 - 위나라의 초대 황제 조비의 정비 문소황후
- 촉한의 장군 장비
- 촉한의 정치가 미축
- 위나라의 장수 우금(于禁)